# Сейнт Луис Блус
Сейнт Луис Блус е отбор от НХЛ в Сейнт Луис, Мисури. Състезава се в Западната конференция, Централна дивизия. Носител на купа Стенли за сезон 2018/19.

## Факти
Основан: 1967 г.
Цветове: тъмно синьо, бяло и златно
Площадка: Скоттрейд Център
Предишни площадки: Сейнт Луис Арена, Савис Център
Дизайн на логото: крилата музикална нота
Носители на купа Стенли: 1 пъти
Финалисти за купа Стенли: 4 пъти
Добавени с разширяването на НХЛ от 1967 година: заедно с отборите на Минесота Норт Старс, Лос Анджелис Кингс, Филаделфия Флайърс, Питсбърг Пенгуинс и Оукланд Сийлс.
Съдружие с отбори от долни лиги: Пеория Ривърман и Аляска Ейсес